# Allbiz
Allbiz (www.all.biz（页面存档备份，存于）) 是—国际电子商务中心，有26中语言功能，合并90个国家的商品市场，收集了全球140万家企业2400万条商品及服务的信息。可支持在国际、国家和地区产品目录中寻找商品及服务。

## 公司历史
- 1999年，开始投入产品与服务的目录。
- 2003年，该项目发展成为国际性网络资源ALL-BIZ.INFO，其中含有乌克兰、俄罗斯、摩尔多瓦，哈萨克斯坦和白俄罗斯等国企业的产品及服务的背景信息。
- 2010年国际电子商务中心—Allbiz成立。该网站中注册的企业来自乌克兰、俄罗斯、哈萨克斯坦、摩尔多瓦、白俄罗斯、波兰，罗马尼亚，中国，印度，埃及，巴基斯坦，秘鲁，阿根廷等国。在引资过程中，该资源以发展成国际水平。根据谷歌访问量最高的1000大网站的评比资料（Google «TOP 1000 most visited sites on the web»），allbiz进入全球访问量最高的500大网站。
- 2012年，Allbiz成为商业杂志《公司》授予的俄罗斯企业大奖《年度公司》的得主。
- 2013年，该网站的语言数量达26。根据Google_Analytics的资料，allbiz年访问量达2,47亿，涵盖200多个国家和地区。
- 2014年，哈萨克斯坦企业家协会称allbiz为哈萨克斯坦共和国年度品牌。

## 活动
目前，Allbiz作为国际电子商务中心，在世界90个国家中开展工作。公司总部设在塞浦路斯（欧盟地区）。在13个国家设立代表处：乌克兰、俄罗斯、哈萨克斯坦、摩尔多瓦、阿塞拜疆、乌兹别克斯坦、格鲁吉亚、波兰、罗马尼亚、希腊、埃及。
该网站信息以26中语言显示：俄语、乌克兰语、英语、波兰语、罗马尼亚语、匈牙利语、保加利亚语、德语、西班牙语、荷兰语、汉语、法语、捷克语、葡萄牙语、土耳其语、意大利语、阿拉伯语、波斯语、日语、韩语、越南语、希腊语、希伯来语、挪威语，芬兰语和瑞典语。

## 主要数据
（2016年1月信息）
- 90 – Allbiz代表的国家数量
- 26 – 网站显示信息的语言数量
- 2400万 – Allbiz中推广产品与服务的数量
- 140万 – 在allbiz注册的企业数量
- 400万 – allbiz用户的年询单数量
- 13 – 有allbiz办事处的国家数量
- 32 – allbiz全球办事处数量
- 680 – 公司员工数量

## 成功的故事
- 成功的故事: PROMIMPEKS goes global（页面存档备份，存于）